# Jussiv
Der Jussiv (lateinisch iubere ‚befehlen, anordnen, beauftragen‘) ist ein Modus des Verbs. Im Gegensatz zum Optativ, der einen Wunsch ausdrückt, steht er für einen Befehl, der von einer nicht anwesenden Person bzw. Gruppe von Personen ausgeführt werden soll.

## Deutsch
Im Deutschen wird der Jussiv mit dem Konjunktiv I abgebildet. Dabei ist zu unterscheiden zwischen stehenden Wendungen, die heute nicht mehr beliebig verwendet werden können bzw. nicht gebräuchlich wären, und bis heute aktiven Vorkommen in der Gegenwartssprache.

### Tradierte Wendungen, altertümliche Beispiele
Diese Vorkommen des Jussiv sind tradiert oder als stehende Wendung etabliert und können nicht ohne weiteres in jeden beliebigen Zusammenhang abgewandelt werden.
- Es kehre jeder vor seiner eigenen Haustür.

Ungewöhnlich: Es kehre der Hausmeister vor meiner Haustür.
- „Gott erhalte Franz den Kaiser“, „Froh erleb(e) er deutsche Lande“, „Und vernehm(e) (er) noch am Rande“[2]

Ungewöhnlich: Der Gärtner erhalte den Rosenstrauch.
- Einer trage des andern Last, so werdet ihr das Gesetz Christi erfüllen. (Galater 6,2 LUT)

Ungewöhnlich: Jemand trage meinen Einkauf nach oben.
- Man höre und staune

### Neuzeitliche Vorkommen
Anders als die stehenden Wendungen können diese Vorkommen neu kombiniert und damit flexibel verwendet werden.
- in Rezepten: Man nehme
- in der Mathematik: „Sei {\displaystyle \xi } die eindeutige reelle Lösung der Gleichung {\displaystyle x^{5}=x+1}.“[3]
- „Man achte auf Heizung, Dach und Keller“,[4] ebenso „Man stelle sich vor“, „Man schaue doch nur auf die Finanzkrise“, „Man versuche einmal, am Samstag mit dem Auto in die Stadt zu fahren“
- „Wer knechten will, melde sich“,[5] ebenso „Wer noch Karten benötigt, melde sich bei mir“

### Ähnliche Form: Er-Anrede
Formal deckungsgleich mit dem Jussiv ist die heute ungebräuchlich gewordene, direkte Anrede an eine Person mittels 3. Person Singular:
- „ruf’ Er Seine Leute zusammen“, sagte der Graf, „und stell’ Er sie mir vor, damit ich sehe, was an ihnen ist.“[6]
- „komme Er meinem Mädel nicht zu nah, sie möchte sich vergreifen“[7]
- „Schlippe“, sagte ich (…), „(…); helfe Er mir durch, vielleicht kann ich wieder durchhelfen.“[8]

Da diese Form aber von der Funktion her – wie das heute gebräuchliche Sie – eine Anrede an die 2. Person Singular darstellt und bis heute so verstanden wird, kann der Jussiv so nicht verwendet werden, vgl.:
- „Wenn er (sic) knechten will, melde er sich“, wird verstanden als ungewöhnlicher Ersatz für „Wenn du knechten willst, melde dich“.

### Umschreibungen
Umschreibungen mit dem Modalverb sollen + Infinitiv haben ebenfalls Jussivfunktion:

„Es soll jeder vor seiner eigenen Haustür kehren.“

Im Vergleich wird der Optativ mit dem Modalverb mögen + Infinitiv umgeschrieben:

„Möge jeder vor seiner eigenen Haustür kehren!“

## Latein
Im Lateinischen wird die Funktion eines Jussivs regulär vom Konjunktiv Präsens übernommen und steht als abgemilderter Befehl
Adiuvet, „Er soll helfen“.
Veniant, „Sie sollen kommen“.

## Andere Sprachen
Manche Sprachen haben für diesen Modus eigene Formen entwickelt, so beispielsweise das Persische und das Arabische (Apokopat).
Auch die hebräische Sprache des Alten Testaments besitzt einen Jussiv:
יְהִי אוֹר jehi or [jəhi: ɔr], deutsch ‚Es werde Licht‘ (Genesis 1,3 ).